# Ilja Četvertak
Ilja Četvertak (* 7. Juli 1997 in Vilnius) ist ein litauischer Eishockeyspieler, der seit 2021 bei den Vilnius Hockey Punks auf dem Eis steht und mit der Mannschaft seit 2022 in der Lettischen Eishockeyliga spielt.

## Spielerkarriere
Ilja Četvertak begann seine Karriere als Eishockeyspieler in der Nachwuchsabteilung von Vilnius PILDYK. Von 2011 bis 2013 spielte er für Vanvita Vilnius in der litauischen Eishockeyliga. Von 2013 bis 2015 stand für Baltica und Zalgiris Vilnius in der Molodjoschnaja Chokkeinaja Liga B auf dem Eis, wurde in der Spielzeit 2013/14 aber auch von Hamburger SV in der Junioren-Bundesliga eingesetzt. Nachdem er die Spielzeit 2015/16 beim HK Zemgale in der lettischen Eishockeyliga verbracht hatte, kehrte er nach Litauen zurück, wo er für den SC Energija sowohl in der belarussischen Wysschaja Liga, als auch in der heimischen Liga spielte. 2017 wagte er den Sprung nach Nordamerika. Dort spielte er zunächst für die Lake Tahe Icemen in der Western State Hockey League und 2018/19 bei den Niagara-on-the-Lake Icemen in der Greater Metro Hockey League. 2019 zog es ihn wieder nach Europa und er spielte für den IK Comet und Hasle-Løren IL in der zweitklassigen norwegischen 1. divisjon. 2021 kehrte er in seine Geburtsstadt zurück, wo er seither bei den Vilnius Hockey Punks auf dem Eis steht. Nachdem er mit den Punks 2022 Litauischer Meister geworden war, wechselte er mit dem Team in die lettische Liga.

### International
Im Juniorenbereich stand Četvertak für Litauen bei den U18-Weltmeisterschaften 2012, 2013 und 2014 in der Division II und 2015, als er bester Spieler seiner Mannschaft war, in der Division I sowie den U20-Weltmeisterschaften 2013, 2014, 2015, 2016 und 2017, als er als bester Vorbereiter und zweitbester Scorer hinter seinem Landsmann Emilijus Krakauskas maßgeblich zum Aufstieg der Balten in die Division I beitrug und auch zum besten Spieler seiner Mannschaft gewählt wurde, jeweils in der Division II auf dem Eis.
Sein Debüt in der Herren-Nationalmannschaft gab er bei der Weltmeisterschaft 2016 in der Division I, wo er auch 2017, 2018, 2019 und 2022 spielte. Zudem vertrat er seine Farben bei den Olympiaqualifikationen für die Winterspiele in Pyeongchang 2018 und in Peking 2022 sowie beim Baltic-Cup 2016 und 2017.

## Erfolge und Auszeichnungen
- 2014 Aufstieg in die Division I, Gruppe B, bei der U18-Weltmeisterschaft der Division II, Gruppe A
- 2017 Aufstieg in die Division I, Gruppe B, bei der U20-Weltmeisterschaft der Division II, Gruppe A
- 2017 Bester Vorbereiter bei der U20-Weltmeisterschaft der Division II, Gruppe A
- 2018 Aufstieg in die Division I, Gruppe A, bei der Weltmeisterschaft der Division I, Gruppe B
- 2022 Litauischer Meister mit den Vilnius Hockey Punks